# 태풍 와메이
태풍 와메이(태풍 번호: 0126, JTWC 지정 번호: 32W, 국제명:VAMEI)는 2001년 12월에 생긴 제26번째 태풍이다. 남중국해에서 발생해 싱가포르를 거쳐 벵골만에 도달한 이상 진로 현상을 보이고 또 이에 따른 피해로 2000년부터 북서태평양에서 발생하는 태풍에 부여하는 140개의 이름 중 최초로 퇴출되었다.

## 태풍의 진행

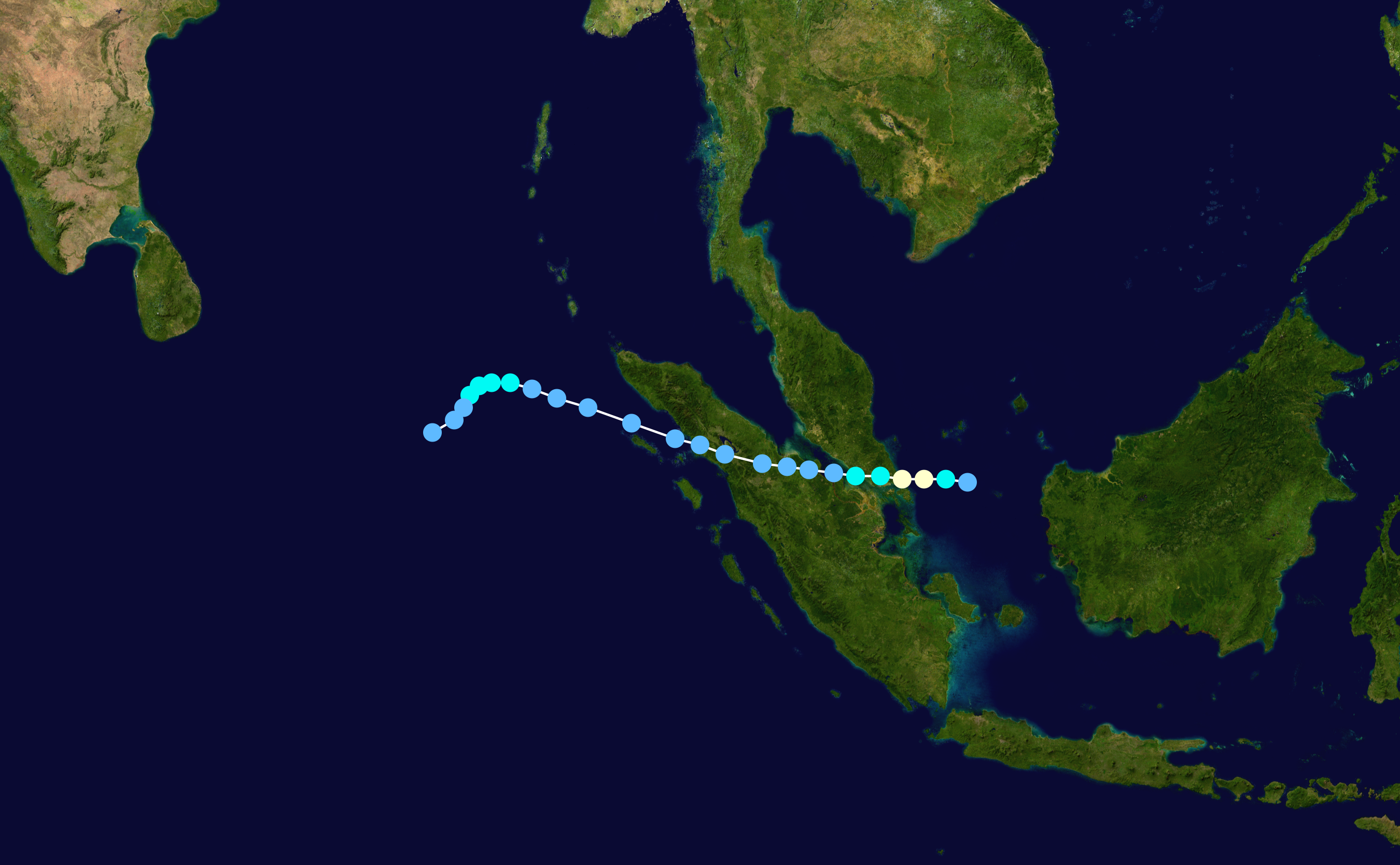
태풍 와메이의 이동 경로

12월 19일, 말레이시아 보르네오섬 북서쪽 해안에 저기압 순환기류가 발달했다. 바로 이 때에 남중국해를 건너 차가운 공기가 내려오면서 소용돌이는 남서쪽으로 이동하면서 싱가포르를 향해 전진했다. 소용돌이는 12월 21일, 남쪽 적도에서 불어오는 바람이 동쪽으로, 그리고 북쪽으로 방향을 틀다가 소용돌이와 합쳐져 빠르게 강해졌다. 12월 25일에는 싱가포르 동쪽 370 km 해상에서 상승기류가 발생해 소용돌이와 합쳐져 더욱 강해진 후에 서쪽으로 느리게 이동하다가 12월 26일, 싱가포르 동쪽 230 km 부근에서 열대 저기압으로 발달했다. 발달한 장소는 적도 북쪽 약 156 km (97 mi)이었는데 이것은 역대 태풍 중에서 적도와 가장 근접한 장소였다.
이 열대 저기압은 강해져 12월 27일, 열대 폭풍의 단계에 들어섰으나 미국 합동태풍경보센터(JTWC)는 6시간 전에 미리 열대 폭풍의 지위로 승격시킨 상태였다. 몇시간 후에 태풍의 눈이 직경 약 39 km로 발달해 위성사진에서 관찰할 수 있게 되었다. 이날 06시에 일본 기상청(JMA)는 싱가포르 북동쪽 65 km 부근에서 열대 폭풍으로 격상시켰고 이 때 풍속이 85 km/h으로 예상했다. 그러나 JTWC는 태풍 와메이를 태풍의 단계로 올렸으며 이 때 최대풍속이 140 km/h였다. 와메이는 너울이 태풍의 눈에서 45 km까지만 일었으며 작고 조밀한 태풍이었다. 태풍 와메이는 싱가포르 북동쪽 약 60 km 부근에 첫 번째로 상륙했다. 처음에 말레이시아 기상청은 와메이를 열대 폭풍으로 분류했으나 나중에 태풍으로 수정했다.
태풍 와메이는 말레이시아 극남부를 통과하면서 빠르게 약화되었고 12월 27일에는 JMA가 와메이가 말라카 해협에 도달하기 전 열대 저기압으로 격하시켰다. JTWC는 처음에 소형의 열대 폭풍으로 유지시켰으나 인도네시아 수마트라섬에 두 번째로 상륙하자 열대 저기압의 상태로 낮추었다. 12월 28일, 열대 저기압 와메이가 수마트라섬에 있을 때 JMA는 소멸되었다고 발표했다.
그러나 여전히 상승기류가 땅에서도 지속되어 12월 29일, 상승기류가 수마트라섬을 빠져나와 벵골만에 들어섰다. 상승기류는 발달하면서 12월 30일에 JTWC는 이 상승기류를 열대 저기압 와메이와 동일시하다 판단해 와메이가 수마트라섬 북서쪽 끄트머리에서 서남서쪽 390 km 해상에 있을 때 다시 열대 폭풍으로 승격시켰다. 와메이는 완전히 다른 해양으로 진입하면서 사이클론 05B으로 재명명되었다. 태풍 와메이는 서쪽으로 이동하면서 잘 발달했으나 이듬해인 1월 1일, 빠르게 약해지면서 이른 다음날, 소멸되었다.
태풍 와메이(VAMEI)는 마카오에서 제출했으며, 흰눈썹웃음지빠귀(Garrulax canorus)를 의미한다.

## 대비
태풍 와메이가 말레이시아에 근접하기 4일 전부터 말레이시아 기상청은 해안지역의 주민들에게 경보를 내렸다. 또 말레이시아 기상청은 폭우와 강풍, 해일이 일어날 것이라고 경고하기도 했으나 몇몇의 시민들만이 이상진로 현상을 겪고 있는 와메이에 대해 자세히 알고 있었다.

## 피해
말레이시아 해안 멀리서 미국 해군 모함이 강풍으로 인해 부서졌고 남동부 말레이시아에 높은 파도가 밀려왔다. 태풍 와메이는 엄청난 강풍과 폭우를 동반하여 시나이라는 곳에서는 200 mm가 넘는 폭우가 왔다. 여기에다 덧붙여서 와메이가 발생시킨 엄청난 습기와 강수량은 홍수와 산사태를 야기시켰고 이 때문에 조호르주와 파항주의 69개의 피난처에 13,195명의 대피자가 대피했다. 산에서는 산사태가 발생해 4채의 집을 파손시키고 5명의 사람의 목숨을 앗아갔다. 강의 범람도 일어나서 홍수로 인한 피해액은 360만달러(2001년 미국 달러 기준)였다. 말레이시아 정부는 피해가족들에게 1300달러를 투자해 음식과, 옷을 주고 부서진 집을 고쳐주었다. 열대 폭풍 와메이는 싱가포르에서도 폭우를 불러일으켰으며 이 때문에 싱가포르 창이 국제공항에서는 항공 교통의 혼란이 있었으며 많은 나무가 쓰러져 뽑혔다.

## 특이 사항
태풍 와메이는 역대 발생한 모든 태풍을 통틀어서 적도와 가장 가깝게 이동한 태풍이었다. 적도와 가장 근접한 장소가 불과 북위 1.5도였고 이는 156 km 떨어진 것과 같다. 이 기록은 종전의 1956년의 태풍 사라의 기록을 깬 것이며 전의 기록은 북위 2.2도였다. 적도 부근의 약한 코리올리 효과로 인해 처음에 와메이가 수마트라섬 방면으로 이동하는 진로는 예상하기가 불가능했다. 그러나 미국 해군 대학원 학교가 제출한 자료에 의하면 와메이와 같이 벵골만에 진입할 수 있는 태풍은 4세기, 즉 400년에 한번씩 일어날 수 있다고 나타냈다.
와메이는 보르네오섬 근처에서 일어나는 소용돌이가 발달한 것이었다. 대부분의 소용돌이는 섬의 해안가에서 멈춰있는데 51번의 겨울 중에 단 6번만이 소용돌이가 바다로 나온다고 밝혀졌다. 말레이반도와 보르네오섬은 불과 665 km밖에 떨어지지 않았는데 태풍이 발생하기 까지는 5일 이상 북쪽에서 바람이 불어와 소용돌이를 강력하게 해주어야 하는데 이는 겨울에 평균 9일 동안 발생한다. 그러나 앞서 말한 5일 동안 바람이 불어오는 것은 태풍으로써의 발달 가능성으로 10~30%밖에 안 되는 수치이다. 그러므로 이런 현상이 발생하기까지에 따른 시간은 최소 100년에서 최대 400년까지 걸린다는 것으로 증명된다.
와메이는 이런 효과로 인해 남중국해에서 말레이반도, 말라카 해협, 수마트라섬을 거쳐 벵골만에 도달하는 매우 기이한 이상진로 현상을 보였다. 와메이는 2000년의 태풍 솔릭이후 일생동안 2개의 해(年)를 가진 두 번째 태풍이었다.

## 제명
태풍 와메이(VAMEI)는 이상진로와 말레이시아와 싱가포르에 남긴 피해 때문에 제명되었다. 이는 2000년부터 북서태평양 인접 14개국가에서 제출한 280개의 이름 중 가장 먼저 퇴출되었다. 또한 와메이는 태풍의 지위에 못 미친채 제명이 되었는데 이는 역사상 최초의 일이었다. 그러나 5년 뒤인 태풍 빌리스(BILIS)와 10년 뒤 태풍 와시(WASHI), 19년 뒤 태풍 린파가 퇴출되면서 3개로 늘어났다. 한편 와메이(VAMEI)를 대신해 페이파(PEIPAH)가 대체 이름으로 선택되어 2007년부터 쓰였다.

## 같이 보기
- 2001년 태풍